# Chlístov (district de Třebíč)
Pour les articles homonymes, voir Chlístov.
Chlístov (en allemand : Chlistau) est une commune du district de Třebíč, dans la région de Vysočina, en République tchèque. Sa population s'élevait à 295 habitants en 2020.

## Géographie
Chlístov se trouve à 10 km à l'ouest-sud-ouest de Třebíč, à 25 km au sud-sud-est de Jihlava et à 136 km au sud-est de Prague.
La commune est limitée par Pokojovice au nord, par Markvartice à l'est, par Rokytnice nad Rokytnou au sud, et par Štěměchy au sud-ouest et par Předín à l'ouest.

## Histoire
La première mention écrite de la localité date de 1353.

## Transports
Par la route, Chlístov se trouve à 11,3 km de Třebíč, à 26 km de Jihlava et à 156 km de Prague.